# Simon’s Apotheke
Simon’s Apotheke (vorher Apotheke zum weißen Bären, Apotheke zum schwarzen Bären, Apotheke zum goldenen Bären) war eine Apotheke in Berlin-Mitte, die von 1720 bis nach 1945 bestand.

## Lage

Spandauer Straße 1811, Apotheke unter Straße

Die Apotheke befand sich an der südöstlichen Spandauer Straße im Eckhaus zur Probstgasse. Die Nummerierung war Nr. 30 (bis 1799), Nr. 33 (1800–1913), Nr. 17 (1913–nach 1945), Nr. 25 (nach 1980). Ab 1900 war das große Kaufhaus N. Israel gegenüber auf der anderen Seite der Probstgasse.
Heute befindet sich an dieser Stelle ein Neubau des Nikolaiviertels von etwa 1986. Daran ist eine Gedenktafel für den ehemaligen Besitzer Martin Heinrich Klaproth angebracht.

## Geschichte
Henning Christian Marggraf baute  1707 ein Haus auf dem neu erworbenen Grundstück an der Spandauer Straße. Seit 1710 betrieb er eine Apotheke an einer anderen Stelle (Spandauer Str./Ecke Nagelgasse?) mit einem Magistratsprivileg. 1720 erhielt er das Privileg der Tonnenbinder’schen Apotheke der Poststraße 1, die in Konkurs gegangen war. Dieses war von 1482 und damit das älteste noch vorhandene der Stadt. Damit eröffnete er eine Apotheke in seinem eigenen Haus, wahrscheinlich an der Seite zur Probstgasse. Sein Sohn Andreas Sigismund Marggraf war lange als Provisor tätig.  Beide waren auch mit pharmazeutischen und chemischen Experimenten beschäftigt und verkauften als einzige selbstgefertigten Rohrzucker in Berlin.
1753 ging die Apotheke durch eine Intrige an den Schwiegersohn Joachim Friedrich Lehmann, der sie bald gewinnbringend verkaufte. Spätere Besitzer waren der bedeutende Chemiker Martin Heinrich Klaproth, der mehrere chemische Elemente entdeckte, und Johann Eduard Simon, nach dem das Geschäft dann Simon’s Apotheke benannt wurde.
Diese bestand weiter, von 1901 bis 1937 im jüdischen Besitz. Auch Ende 1945 existierte noch eine Apotheke mit diesem Namen an dieser Adresse, die weitere Entwicklung ist unklar.

## Persönlichkeiten
Eigentümer
- Henning Christian Marggraf, 1720–1752
- Joachim Friedrich Lehmann, 1753, dessen Schwiegersohn
- Johann Christian Flemming, 1753–1780
- Martin Heinrich Klaproth, 1780–1800
- Georg Wilhelm Friedrich, 1800–1814, dessen Mitarbeiter, eröffnete dann eine Apotheke in Charlottenburg[2]
- Johann Eduard Simon, 1814–1851
- Carl Eduard Simon, 1851– , dessen Sohn
- Lüdecke
- Louis Friedländer, 1884–1891
- M. Behr & Georg Cohn

Weitere Mitarbeiter
- Andreas Sigismund Marggraf, 1735–1752 Provisor
- Friedrich David Lichtenberg, um 1797